# Ленёвка (Свердловская область)
Ленёвка — посёлок в Пригородном районе Свердловской области России. Входит в муниципальный округ Горноуральский, управляется Николо-Павловской территориальной администрацией. Ранее посёлок входил в состав Николо-Павловского сельсовета Пригородного района.
В Ленёвке находятся остановочный пункт Свердловской железной дороги, совхоз и санаторий.

## География
Посёлок Ленёвка расположен к северо-северо-западу от Екатеринбурга и к югу от Нижнего Тагила, между железнодорожной веткой и автодорогой, соединяющими данные города, приблизительно в двух километрах от плотины Ленёвского пруда. Через посёлок с северо-востока на юго-запад протекает река Ленёвка — правый приток Тагила. Возле посёлка в реку Ленёвку впадает река Заводная.
В двух километрах к северу от посёлка Серовский тракт разветвляется: на северо-запад ведёт объездная автодорога вокруг Нижнего Тагила, на север проходит дорога в направлении город, вдоль которой уже начинаются кварталы села Николо-Павловского.
В западной части населённого пункта расположен остановочный пункт Совхоз Ленёвский Свердловской железной дороги, где останавливаются пригородные электропоезда, курсирующие на участке Екатеринбург-Пассажирский — Нижний Тагил.
В посёлке 4 улицы:
- Западная,
- Солнечная,
- Центральная,
- Южная.

### Часовой пояс
Ленёвка, как и вся Свердловская область, находится в часовой зоне МСК+2. Смещение применяемого времени относительно UTC составляет +5:00.

## Население
| 2002 | 2010 | 2021 |
| ---- | ---- | ---- |
| 336  | ↘330 | ↘216 |

Структура
По данным Всероссийской переписи населения 2002 года, русские составляли 96 % от общего числа жителей Ленёвки. По данным переписи  населения 2010 года, в посёлке проживали 330 жителей — 155 мужчин и 175 женщин.

## Санаторий
Поблизости от посёлка, возле Ленёвского пруда, находится санаторий «Ленёвка» с аквапарком — популярное место отдыха у жителей Нижнего Тагила и других уральских городов.

## Предприятия
Совхоз «Ленёвский»